# 艾-尼科拉山
44°27′18″N 34°7′40″E / 44.45500°N 34.12778°E

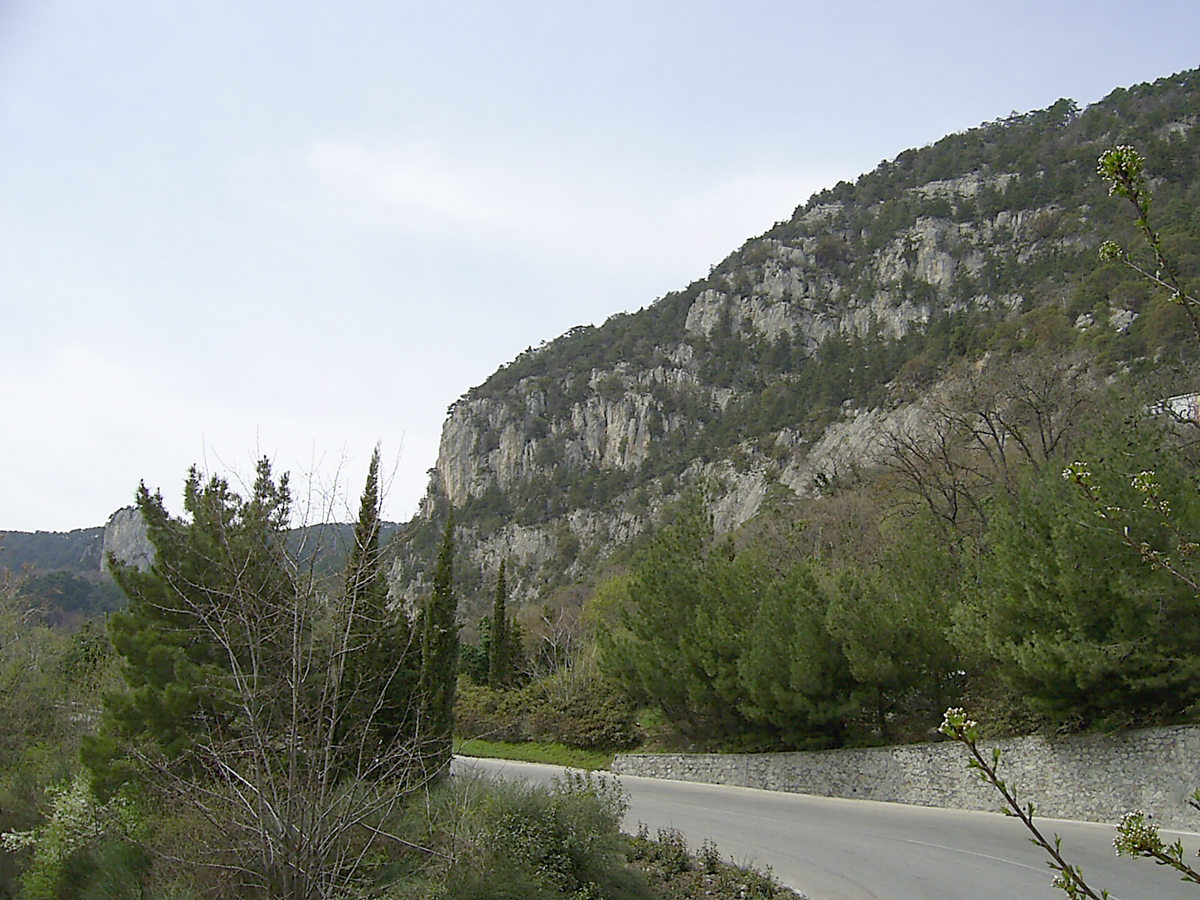

艾-尼科拉山是烏克蘭的山峰，位於克里米亞共和國，處於奧列安達附近，屬於克里米亞山脈的一部分，海拔高度375米，山體由石灰岩形成。